# ASKÖ Donau Linz
Der ASKÖ Donau Linz ist ein oberösterreichischer Sportklub aus dem Linzer Stadtteil Kleinmünchen. Neben Fußballmannschaften existiert eine Sektion Tennis.

## Gründung
Der Sportklub Donau entstand 1932 aus der Initiative einiger fußballbegeisterter Burschen vom sogenannten„Waldl-Haus“. Die Geburtsstätte des Vereins lag im Bereich des ehemaligen Stadtteiles St. Peter-Zizlau. Dieser verschwand 1938, als dort die Hermann-Göring-Werke mit Stahl- und Chemiebetrieben (die heutige voestalpine) errichtet und 4.500 Einwohner in andere Stadtteile umgesiedelt wurden.
Die formelle Gründung nach dem Vereinsgesetz initiierte Ernst Haberlik, unter dessen Leitung der Klub im Herbst 1932 unter der Bezeichnung Arbeitersportklub Donau Linz-Zizlau im Gasthaus Radlinger in Anwesenheit von 26 Mitgliedern aus der Taufe gehoben wurde. Als Vereinsfarben wurde die Kombination Blau-Gelb gewählt. Noch im selben Jahr wurde der ASKÖ Donau beim VAFÖ aufgenommen und in die 2. Spielklasse eingeteilt.
Das erste Match bestritt Donau Linz-Zizlau 1932 gegen den damaligen ASK Blue Star (die heutige Blaue Elf Linz). Ernst Haberlik, der von der Gründung 1932 bis 1938 sowie nach dem Zweiten Weltkrieg Sektionsleiter war, erinnerte sich später:

„Die Donauleute erschienen ohne Dressen, Stutzen, Sporthosen und Fußballschuhe. Jeder spielte im Straßengewand. Die meisten Spieler waren Antikicker, ja viele kamen in diesem Match überhaupt zum ersten Mal mit der Lederkugel in Kontakt. 16 Bummerl setzte es für die blutigen Anfänger. Das so kläglich ausgefallene Debüt ließ die Donauspieler keinesfalls verdrießen, vielmehr feierten sie das Ehrentor wie einen Sieg …“

Der Spielbetrieb wurde anfangs unter sehr primitiven Voraussetzungen abgewickelt, wobei nicht zuletzt wirtschaftliche Probleme (von den Spielern der ersten Kampfmannschaft waren 9 arbeitslos) zu Schwierigkeiten führten, doch stellten sich bald Erfolge ein. Gespielt wurde zunächst vorwiegend auf den Wiesen in der Nähe der Donau, so dass man scherzhaft von „Wald- und Wiesenfußballern“ sprach.
Dem sportlichen Aufstieg der ASKÖ Donau wurde im Frühjahr 1934 ein jähes Ende gesetzt, als die SDAPÖ und ihre Vorfeldorganisationen vom autoritären Ständestaat verboten wurden. Das sportliche Inventar des Vereins wurde beschlagnahmt. Nach einem halben Jahr erhielt der Klub die Spielgenehmigung wieder, da der Arbeitersport aber praktisch aufgelöst war, wurde der Verein unter dem neuen Namen Sportklub Donau in den Landesverband aufgenommen. Bis 1938 wirkten die Fußballer des SK Donau in der Meisterschaft der 2. Klasse mit. Obwohl die Mannschaft in diesen Jahren an Spielstärke zunahm, konnte sie den Aufstieg in die 1. Klasse nie bewerkstelligen.
1938 wurde der Verein erneut aus politischen Gründen aufgelöst und mit zwei weiteren Klubs zusammengelegt. Aus SK Donau, Blaue Elf Linz und dem SV Kleinmünchen wurde der Sportklub Ostmark geschaffen, als Spielfeld diente die Anlage des heutigen Union Kleinmünchen. In der Saison 1939/40 war der SK Ostmark in der Landesliga eingereiht, hielt sich während des Zweiten Weltkrieges allerdings nicht lange, da durch die vielen Einberufungen die Kampfmannschaft stark geschwächt wurde. 1940 stellte der SK Ostmark den Spielbetrieb ein und wurde mit dem ASK Rapid Linz fusioniert.
Unmittelbar nach Kriegsende ging Ernst Haberlik daran, den Verein zu reaktivieren. Bereits im Mai 1945 sammelte er die Jugendfußballer aus Kleinmünchen um sich, und nach wenigen Wochen gab es den Sportklub Donau Linz wieder. Der Aufbau des Vereins erwies sich freilich als schwierig, denn von den Spielern der Vorkriegs-Kampfmannschaft waren acht (!) gefallen.
Im Herbst 1945 war das Team aber so weit, dass die Fußballer wieder an der Meisterschaft der 2. Klasse teilnehmen konnten.

## Aktuelles
2022/23 unterhält die Sektion Fußball des ASKÖ Donau Linz 2 Kampfmannschaften, wobei die erste in der  Landesliga Ost spielt, sowie 9 Nachwuchsmannschaften mit über 200 Nachwuchsspielern. Seine Heimat hat der Verein in der Linz AG Arena, vormals Peter-Rinder-Stadion, in Kleinmünchen. Auf rund 24.000 m² Grundfläche befinden sich ein mit Flutlicht ausgestattetes Hauptspielfeld, 2 Trainingsfelder sowie ein neu erbautes Sportheim mit 6 Sportlerkabinen. Eine überdachte Sitzplatztribüne für 800 Zuschauer wurde 1992 errichtet. Büros und weitere Einrichtungen ergänzen die Ausstattung. Die Sektion Tennis verfügt über 2 Tennisplätze, davon einer mit Flutlicht, und eine eigene Tenniskabine.